# کاج (اصفهان)
روستای کوچکی است از دهستان براآن. بخش حومه شهرستان اصفهان، واقع در ۱۸هزارگزی جنوب خاور اصفهان و یک هزارگزی شمال زاینده رود. زبان آنان فارسی. آب آن از زاینده رود و محصول آنجا غلات و شغل اهالی زراعت و راه آن فرعی است.
این روستا در حاشیه جاده اصفهان ورزنه واقع شده‌است.
یک مسجد و قلعه با قدمت زیاد دارد. (قدمت مسجد حدوداً ۷۰۰ سال)